# مصرف ميديشي
مصرف ميديشي (بالإيطالية:La Banca di Medici) بين (1397 - 1494) كان أكبر مصارف أوروبا وأكثرها احتراما خلال القرن الخامس عشر. هناك بعض التقديرات تشير أن آل ميديشي كانت الأسرة الأغنى في أوروبا لفترة من الزمن. مع هذه الثروة النقدية حصلت الأسرة على السلطة السياسية في بادئ الأمر في فلورنسا، وفيما بعد توسعت في إيطاليا وأوروبا.